# Never 7: The End of Infinity
Never 7: The End of Infinity — візуальна новелла відеогра, розроблена та виданна компанією KID. Гра була випущена 23 березня 2000 року для PlayStation під назвою Infinity і з тих пір була випущена на багатьох платформах. Це перша гра у серії Infinity, за нею йдуть Ever 17, Remember 11, спін-офф 12Riven та перезавантаження серії Code_18.
Історія розповідає про Макото Ішіхару, студента коледжу, який відвідує семінарський табір на острові разом із трьома студентами; Цей семінарській табір проходить на острові, на ньому він зусрічається з трьома іншими персонажами. Гра відбувається протягом тижня і складається з того, що гравець читає історію, та час від часу роблячи вибір, який впливає на напрямок сюжету; на шостий день один із персонажів помирає, і гра повертається в часі на початок, дозволяючи гравцеві використати знання з перших шести днів, щоб зробити новий вибір, та запобігти смерті.
Режисером гри став Такумі Наказава, спланував і написав Котаро Утікоші, композитор — Такеші Або. Учікосі додав елементи наукової фантастики, але не зміг їх активно використати, оскільки його начальство в KID вважало, що гра має зосередитися на милих жіночих персонажах, щоб мати хороші комерційні результати. Такеші Або створив музику на основі своїх перших вражень від прочитання сценарію гри, зосередившись на її «емоційному потоці». Через присутність в грі наукової фантастики та теоретичні теми він створив те, що він описує як «геометричну музику».
Видання RPGFan хвалило гру за її сюжет, масштаб і музику, тоді як Фаміцу вважав грк нудною. Оскільки елементи наукової фантастики були гарно сприйняті публікою, пізніші ігри в серії поступово відійшли від теми знайомств і стали більше зосереджені на науковій фантастиці.

## Геймплей
Never 7 — це візуальний роман, у якому гравець читає історію та своїм вибором обирає напрямок сюжету гри. У певні моменти гравець може зробити вибір, який впливає на напрямок розвитку сюжету; обрати куди пійти, що зробити у напруженій ситуації, а також тонкіші рішення, наприклад, дивитися дівчині в очі або брати її за руку. Гра представлена від першої особи з попередньо відрендереним фоном і двовимірними портретами персонажів, які супроводжують текст. Візуальні елементи складаються з нерухомих зображень, але персонажі часто змінюють свої вирази під час розмови.
Після того, як минуло шість днів історії гри, гра повертається в часі до початку, дозволяючи гравцеві зробити новий вибір на основі знань, які він отримав за перші шість днів, щоб запобігти смерті дівчину яку він обрав. Залежно від вибору, зробленого гравцем, гра або закінчується «поганим кінцем» на шостий день, або продовжується «хорошим кінцем» на сьомий день. Після завершення гри галерея зображень і музичний тест стають доступними в режимі Extras . Під час повторного відтворення частин гри гравець може використовувати функцію перемотування вперед, щоб перемотати текст, який він вже бачив. Гра також містить режим «Додати історію», у якому гравець може грати в нові сценарії, завантажені з веб-сайту розробника.
У версії гри Dreamcast вимірювач «блоку візуальної пам'яті» системи показує, як гравець справляється з жіночими персонажами: він показує три блоки, у яких є серця, якщо гравець справляється добре. У версії для PlayStation Portable гравець має доступ до глосарію, який пояснює різні ключові слова, що використовуються в грі. У версії для Android протягом усієї гри гравець отримує бали, які можна використовувати для розблокування таких програм, як калькулятор, календар і міні-ігри.

## Короткий опис

### Обстановка та персонажі
Never 7 відбудеться протягом тижня з 1 по 7 квітня 2019 року. Макото Ісіхара, персонаж гравця, є студентом коледжу та прогульником, який рідко відвідує заняття у коледжі. У результаті він змушений відвідувати семінарський табір, який проводиться на віддаленому острові, щоб отримати дозвіл на перехід до наступного класу. Ще троє студентів у таборі: Юка Кавасіма, керівник групи; Харука Хігучі, старанна і тиха дівчина; і Окухіко Іїда, богатий плейбой, який є спадкоємцем Iida Financial Group. Макото також зустрічає трьох дівчат на острові, які не мають відношення до семінарського табору: богату Сакі Асакуру; і сестер Курумі та Ізумі Моріно, які тимчасово керують кафе Lunabeach на острові

### Сюжет гри з «спойлерами»
Гра починається 1 квітня, коли Макото прокидається від кошмару у якому невідома йому дівчини, помирає з дзвіночком у руці. Протягом тижня він час від часу відчуває передчуття майбутнього, усі з якіх збуваються. Залежно від вибору гравця, Макото зближується з однією з дівчат, і 5 квітня історія розгалужується на різні маршрути, зосереджуючись на одній із них. У кожному маршруті дівчина, до якої був близький Макото, помирає 6 квітня з дзвіночком у руці. Після цього Макото виявляє, що він здійснив подорож у часі до 1 квітня, зберігаючи спогади про попередні шість днів. Дійшовши висновку, що він потрапив у нескінченну петлю часу, він клянеться зберегти дівчину живою та вирватися з петлі. Він робить це, відновлюючи свої стосунки з нею, та вирішуючи її емоційну проблему, яка її турбує. 6 квітня дівчина потрапляє в ситуацію, схожу на ту, коли вона загинула в останній петлі, але Макото може врятувати її, зробивши правильні вибори.
Після завершення проходження на: Юки, Харуки, Сакі та Курумі гравець отримує доступ до кінцівки Ідзумі Cure, у якому Макото дізнається, що Ізумі та Окухіко обдурили його, щоб він подумав, що його передчуття правдиві. Макото конфликтує з Ізумі, після чого вони з Ізумі падають зі скелі. Після цого вони подорожують у часі, зберігаючи свої спогади про останні шість днів. Макото визнає, що він подорожував у часі, а Ізумі розповідає, що вона є професором, який організувала семінарським табором, і що події минулого тижня були науковим експериментом; вона спробувала перевірити явище, відоме як синдром Cure, де, якщо кілька людей вірять в оману і ця ілюзія поширюється на інших, омана стає реальністю. Макото був піддослідним в експерименті, який мав залучити його в оману, що він може мати передчуття; несподівано у нього виявилися справжні передчуття.
Ізумі припускає, що в перші 6 днів Макото був обманутий нею та Окухіко, але замість того, щоб повірити в передчуття, він вірив, що він подорожував у часі. Коли Ізумі померла 6 квітня, Макото захотів повернутися назад в часі до 1-го Квітня, коли Ізумі була жива. Так проявився синдром Cure. Вона припускає, що хоча він думав, що подорожує назад у часі, він лише уявляв інше минуле, де події розгорталися по-іншому, як частину омани, і що він дарував собі часткові спогади у формі передчуттів у кожній петлі ; в останньому циклі він віддав би собі всі свої спогади, крім знання того, що він переживає оману. Вона каже, що як тільки Макото вдасться врятувати її, він вирветься з омани, і шість днів його омани стануть реальністю. Макото відмовляється їй вірити, стверджуючи, що все навколо нього є реальністю, але починає сумніватися протягом тижня. Залежно від вибору гравця маршрут розгалужується на два кінці. В одному випадку омани нібито змінюють реальність, але виявляється, що це ланцюг випадковостей. В іншому марення дійсно змінюють реальність, і Макото прокидається на дні скелі, на яку він впав у кінці останньої петлі, важко поранений від того, що захистив Ізумі під час падіння. Залишається неоднозначним щодо того, що є реальним, а що оманою, і чи Макото втік від реальності, чи все ще перебуває в пастці своєї омани.

## Розробка

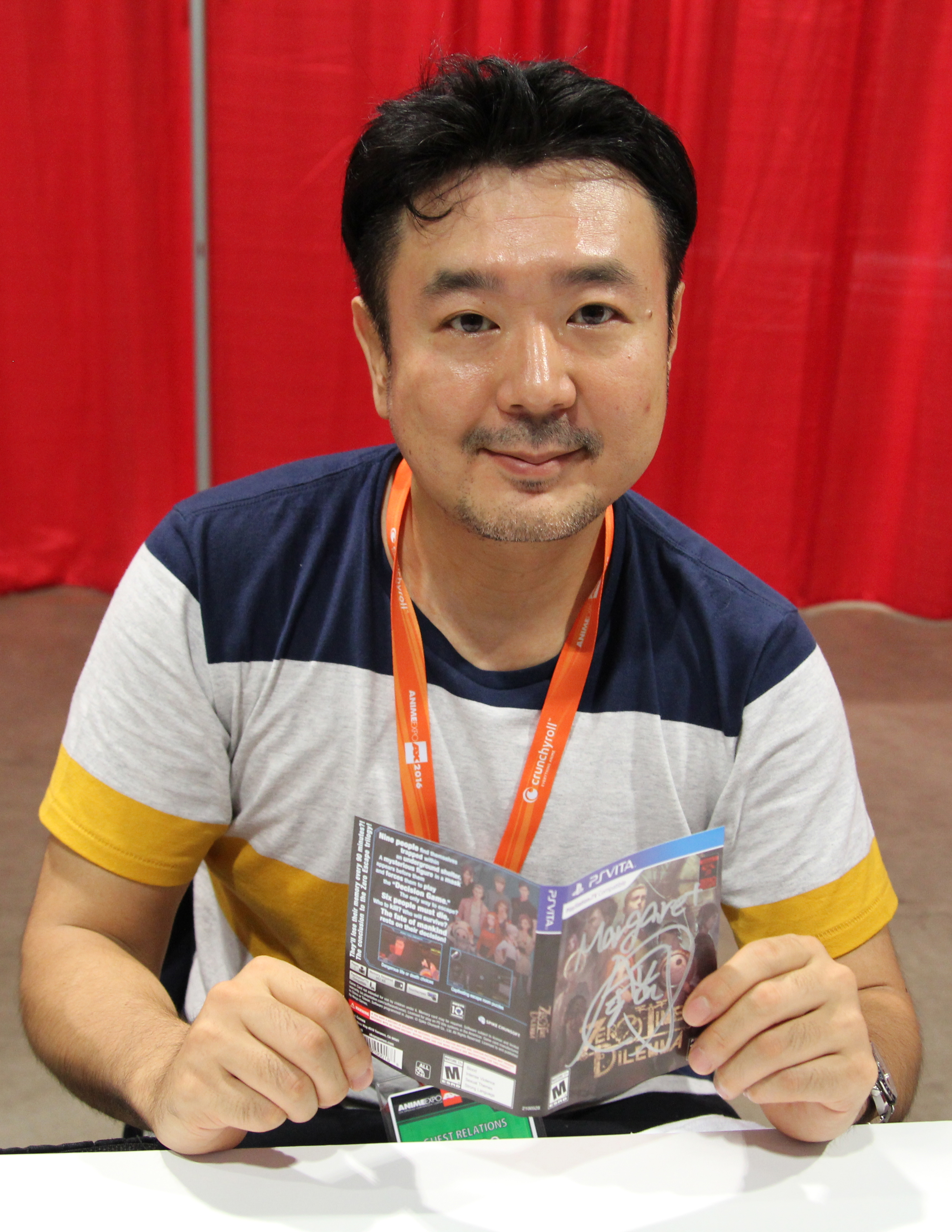
Гру написав Котаро Утікоші це був його другий візуальний роман після Memories Off.

Режисером гри був Такумі Наказава, а Котаро Утікоші написав сценарій. Розробка почалася одразу після завершення першого візуального роману Утікоші «Memories Off». Він не зміг активно використовувати теми наукової фантастики в Never 7, оскільки його начальство в KID сказало йому, що гра повинна містити персонажів милих дівчат, щоб отримати гращі продажі; він зберіг частину науково-фантастичних тем, але гра була розроблена з акцентом на побаченнях, з основним фокусом на розвитку стосунків з дівчинами. Версія Dreamcast містить нові сценарії, недоступні у версії PlayStation.
Саундтрек до гри був створений Такеші Або та містить «геометричну музику» через теоретичні та науково-фантастичні елементи у гри. Перш ніж писати музику, він прочитав історію гри, щоб якомога краще зрозуміти місце дії та особливості кожного персонажа. Він писав свої враження від сюжету, зосереджуючи увагу на «емоційному потоці» та подіях, які відбуваються в історії; він цінував свої перші враження які дуже важливі для цього. За словами Або, цей метод займає більше часу, але дозволяє йому створювати кращу музику з потужним зв'язком зі світом гри, ніж якби він просто призначив різні пісні для різних моментів гри. Оскільки йому сподобалася історія, музика сильно відображає власні музичні смаки Або. Початкова та кінцева теми версії PlayStation Portable під назвою «Sen Oku no Hoshikuzu Furasu Yoru no Sora» та «Hokorobishi Hana» відповідно були виконані гуртом Asriel .
Спочатку гру було випущено компанією KID для PlayStation під назвою Infinity 23 березня 2000 року Кишенькова версія Neo Geo Pocket під назвою Infinity Cure була випущена 23 листопада 2000 року також компанією KID. 21 грудня 2000 року KID випустив версію Dreamcast під назвою Never 7: The End of Infinity ; ця версія також була випущена для Microsoft Windows 26 жовтня 2001 р. та для PlayStation 2 22 травня 2003 р. 3 березня 2005 року була випущена для комп'ютерів Macintosh через службу «GameX for Mac». Cyberfront випустив його для PlayStation Portable 12 березня 2009 року для Android 28 серпня 2012 року і для iOS 11 вересня 2012 року

## Рейтинги
У оглядах рецензенти високо оцінили науково-фантастичні теми гри. Ніл Чандран з RPGFan назвав сюжет відмінним і оцінив те, що історія гри є «особливою, з керованими персонажами, емоційною, з історією, заснованою на романтиці», а не апокаліптичною «історією про бити поганого хлопця». Йому також сподобалося, що інтерактивність гри має більш особистий характер, ніж у пригодницьких або рольових іграх, у які він грав. Він сказав, ритм і якість гри гарно зроблені, а також сподобалася музика, яка добре доповнювала настрій гри. Хоча він вважав, що графіка гри не була «нічим особливим», він був вражений дизайном персонажів, особливо характером Харуки. Однак автор Famitsu назвав гру нудною від початку до кінця у своєму огляді версії для PlayStation.
За словами Наказави, оригінальна версія гри не дуже добре продавалася. У 2009 році версія PlayStation Portable була в нижній частині списку 1000 найбільш продаваних відеоігор року в Японії з приблизно 4250 проданими копіями.

### Спадщина
Після Never 7 було створено ще чотири гри Infinity : Ever 17: The Out of Infinity, Remember 11: The Age of Infinity, 12Riven: The Psi-Climinal of Integral і Code_18; Наказава працював над Ever 17 і Remember 11, а Утікоші працював над усіма, крім Code_18. Оскільки елементи наукової фантастики Never 7 були позитивно сприйняті критиками, Учікоші поступово зосереджувався більше на науковій фантастиці, та менше на романтиці з кожною новою грою, а Remember 11 взагалі не містила жодних елементів знайомств. Спочатку Never 7 не мала бути частиною серії, але під час розробки Ever 17 було вирішено об'єднати світи двох ігор.